# Wolves (Lied)
Wolves (englisch für „Wölfe“) ist ein Lied der US-amerikanischen Sängerin Selena Gomez in Zusammenarbeit mit dem US-amerikanischen DJ und Musikproduzenten Marshmello. Es wurde am 25. Oktober 2017 veröffentlicht und erreichte die Top-10 in mehreren europäischen Singlecharts.

## Hintergrund
Wolves ist das erste Lied, das Gomez nach ihrer Nierentransplantation veröffentlichte. Geschrieben wurde der Song von Gomez, Alexandra Tamposi, Louis Bell, Marshmello, Andrew Watt, Brian Lee und Carl Rosen. Gomez hörte den Song laut eigener Aussage zum ersten Mal in Japan von Watt, mit dem sie bereits einige Jahre zusammen arbeitet. Da ihr die Version gut gefiel, schickte Watt dies zu Marshmello, woraufhin beide den Song produzierten. Gomez arbeitete dazu weiter am Text. Die Abmischung von Wolves wurde von Serban Ghenea durchgeführt. Per Twitter gab Marshmello am 22. Juli 2017 bekannt, dass er an einem Lied mit Gomez arbeitet. Im Oktober 2017 gaben beide Künstler über verschiedene soziale Medien den Veröffentlichungstermin von Wolves bekannt.

## Musikalisches und Inhalt
Wolves ist ein EDM-Lied mit Trap-Elementen. Der im Viervierteltakt und in h-Moll komponierte Song besitzt ein Tempo von 120 Schlägen pro Minute. Die Akkordfolge lautet Bm–D6–G–G6, Gomez Stimmumfang reicht von A3 bis D5. Die Instrumentation besteht aus dem Piano.
Wolves ist in Strophe-Refrain-Form geschrieben, nach den Refrain schließt sich ein Drop an. Inhaltlich behandelt das Lied den Weg, den das lyrische Ich aufnimmt, um seine große Liebe zu erreichen. In den Medien wurde spekuliert, ob Gomez mit diesem Lied ebenfalls auf ihre Erkrankung Lupus (dt.: „Wolf“) anspielt. Dies wurde von Gomez weder dementiert noch bestätigt.
| “I’ve been running through the jungle I’ve been running with the wolves To get to you, to get to you” – Refrain, Originalauszug | „Ich bin durch den Dschungel gerannt Ich bin mit den Wölfen gerannt Um dich zu erreichen, um dich zu erreichen“ – Refrain, deutsche Übersetzung |

## Rezensionen
Wolves wurde von den Kritikern positiv aufgenommen. Die Redaktion von Bayern 3 beschreibt das Lied als „eine geniale Kombination aus traurig melodischen Elementen, gleichzeitig aber auch bestärkend und motivierend“. Laut Laut.de „beginnt das Lied gemächlich, nimmt jedoch im Chorus an Fahrt auf und steigert sich bis zu dem Teil, an dem dann Marshmello deutlich seine Finger im Spiel hat“. Ähnlich beschreibt Katrin Elsner von 1Live Wolves: „Der Song startet ruhig, fast schwermütig, steigert sich in eine Art Rausch und genau an dieser Stelle kommt DJ Marshmello ins Spiel. Der liefert die EDM-Beats und macht den Song fertig für den Dancefloor“. Für Kat Bein von Billboard ist das Lied ein „Mix der Emotionen, von Melancholie bis Hoffnung.“

## Kommerzieller Erfolg
Wolves erreichte weltweit hohe Chartplatzierungen. In die deutschen Singlecharts stieg das Lied am 3. November 2017 auf Platz 14 ein. In der vierten Chartwoche wurde mit dem elften Platz die beste Platzierung erreicht. Insgesamt konnte das Lied sich zwölf Wochen in den Top 20 und 24 Wochen in der Hitparade halten. Für Gomez war dies bereits der 16. und für Marshmello der zweite Charterfolg in den deutschen Single-Charts. Wolves wurde 2019 für über 400.000 verkaufte Einheiten in Deutschland vom Bundesverband Musikindustrie mit einer Platin-Schallplatte ausgezeichnet. In den Ö3 Austria Top 40 und in der Schweizer Hitparade gelangen dem Lied Top-10-Platzierungen. In beiden Ländern war dies, nach It Ain’t Me, der zweite Top-10-Erfolg für Gomez.
In die britischen Single-Charts konnte Wolves am 9. November 2017 auf Platz 16 einsteigen. Die Top 10 wurden in der vierten Chartwoche erreicht (Platz 9). Dies stellte gleichzeitig die Höchstplatzierung für die Single im Vereinigten Königreich dar. Nachdem das Lied zwischenzeitlich aus den Top 10 gefallen war, erreichte es am 11. Januar 2018 nochmals Platz neun. Wolves verbrachte insgesamt 20 Wochen in den Charts, es war Gomez vierter und Marshmellos zweiter Top-10-Erfolg in Großbritannien. Die Single verkaufte sich über 400.000 mal, so dass die British Phonographic Industry eine Goldene Schallplatte verlieh. In die Billboard Hot 100 stieg Wolves am 11. November 2017 auf Platz 88 ein. Nachdem das Lied vier Chartwochen im Mittelfeld verbracht hatte, stieg es am 9. Dezember 2017 von Platz 51 auf Platz 20. Diese Platzierung konnte die folgenden zwei Chartwochen gehalten werden, danach fiel das Lied wieder aus den Top 20. Es war bis dahin Marshmellos erfolgreichste Single in den Vereinigten Staaten. Für über einer Million Verkäufe wurde das Lied von der Recording Industry Association of America am 15. Februar 2018 mit einer Platin-Schallplatte ausgezeichnet.
Nummer-eins-Platzierungen gelangen Wolves in Polen und in Ungarn. Weitere Top-10-Platzierungen wurden in Australien (Platz 5), Belgien (Flandern Platz 7, Wallonien Platz 4), Dänemark (Platz 8), Finnland (Platz 3), den Niederlanden (Platz 8), Neuseeland (Platz 10), Norwegen (Platz 5) und Schweden (Platz 7) erreicht.
Bei den Radio Disney Music Award 2018 ist Wolves in der Kategorie „Song of the Year“ nominiert.

### Chartplatzierungen
| ChartsChartplatzierungen       | Höchstplatzierung | Wochen |
| ------------------------------ | ----------------- | ------ |
| Deutschland (GfK)              | 11 (24 Wo.)       | 24     |
| Österreich (Ö3)                | 8 (23 Wo.)        | 23     |
| Schweiz (IFPI)                 | 9 (27 Wo.)        | 27     |
| Vereinigte Staaten (Billboard) | 20 (23 Wo.)       | 23     |
| Vereinigtes Königreich (OCC)   | 9 (20 Wo.)        | 20     |

| ChartsJahrescharts (2018)      | Platzierung |
| ------------------------------ | ----------- |
| Deutschland (GfK)              | 71          |
| Schweiz (IFPI)                 | 52          |
| Vereinigte Staaten (Billboard) | 60          |

### Auszeichnungen für Musikverkäufe
Wolves wurde weltweit mit 43× Platin und 1× Diamant ausgezeichnet. Damit wurden laut Auszeichnungen über 8,2 Millionen Einheiten der Single verkauft (inklusive Premium-Streaming).
| Land/Region                  | Auszeichnungen für Musikverkäufe (Land/Region, Auszeichnung, Verkäufe) | Verkäufe  |
| ---------------------------- | ---------------------------------------------------------------------- | --------- |
| Australien (ARIA)            | 7× Platin                                                              | 490.000   |
| Belgien (BRMA)               | Platin                                                                 | 30.000    |
| Brasilien (PMB)              | 2× Diamant                                                             | 320.000   |
| Dänemark (IFPI)              | Platin                                                                 | 90.000    |
| Deutschland (BVMI)           | Platin                                                                 | 400.000   |
| Finnland (IFPI)              | 2× Platin                                                              | 80.000    |
| Frankreich (SNEP)            | Diamant                                                                | 333.333   |
| Italien (FIMI)               | Platin                                                                 | 50.000    |
| Kanada (MC)                  | 6× Platin                                                              | 480.000   |
| Mexiko (AMPROFON)            | 3× Platin                                                              | 180.000   |
| Neuseeland (RMNZ)            | 3× Platin                                                              | 90.000    |
| Norwegen (IFPI)              | 3× Platin                                                              | 180.000   |
| Österreich (IFPI)            | Platin                                                                 | 30.000    |
| Polen (ZPAV)                 | 3× Platin                                                              | 150.000   |
| Portugal (AFP)               | 2× Platin                                                              | 20.000    |
| Schweden (IFPI)              | 2× Platin                                                              | 160.000   |
| Spanien (Promusicae)         | 2× Platin                                                              | 120.000   |
| Vereinigte Staaten (RIAA)    | 4× Platin                                                              | 4.000.000 |
| Vereinigtes Königreich (BPI) | Platin                                                                 | 1.000.000 |
| Insgesamt                    | 43× Platin · 3× Diamant ·                                              | 8.203.333 |

Hauptartikel: Selena Gomez/Auszeichnungen für Musikverkäufe

## Musikvideo
Das offizielle Musikvideo zu Wolves, welches vom Colin Tilley gedreht wurde, wurde am 17. November 2017 veröffentlicht. Für die Dreharbeiten wurde ein offizielles Schwimmbad gemietet. Das Video wurde auf YouTube über 501 Millionen Mal aufgerufen (Stand: März 2023).